# 1353

## Esdeveniments
- 27 d'agost: La flota de Bernat II de Cabrera derrota els genovesos en la batalla naval de Port del Comte, davant de l'Alguer.[1]
- Publicat el Decameró de Boccaccio